# Capilla de San Roque (Mende)
La capilla de San Roque de Mende es un templo católico del siglo xvi ubicado en el barrio de Mende, en Orense (Galicia, España).

## Devoción a san Roque en Orense
Pese a que la devoción a San Roque en Orense se remonta como mínimo al siglo xvi, su culto empezó a adquirir mayor importancia en el siglo xvii, cuando en 1679 se pidió su intercesión frente a una epidemia de peste que estaba asolando la región, convirtiéndose en «santo protector de la ciudad en tiempos de pestes y males», aunque ya a principios de siglo se realizaban en la Plaza Mayor comedias teatrales y corridas de toros en su honor, contando el santo a su vez con una cofradía fundada en 1598 y declarada votiva a perpetuidad por el ayuntamiento en 1645. San Roque ostenta también en Orense el patronazgo de la Policía Local además de ser considerado el más apiadado de los pobres y desamparados.
Hasta el siglo xx las fiestas en honor a San Roque eran las más populares de la ciudad, si bien su culto empezó a decaer a medida que se producían avances en la medicina, lo que provocó que se dejase de pedir su intercesión para la cura de enfermedades (ya en 1901 las fiestas de San Roque habían dejado de ser las principales de Orense en favor de las celebradas por el Corpus Christi). Además del templo de Mende, el santo contaba con un hospital fundado por el obispo Francisco Blanco entre 1560 y 1561 y emplazado en la Huerta del Concejo (actual Alameda de Abajo). Este hospital, el cual poseía una pequeña capilla, cayó en decadencia a causa de la dedamortización, desapareciendo tras su derribo en 1927.

## Historia
La capilla de Mende estuvo abandonada y en estado ruinoso durante décadas hasta que a principios del siglo xxi fue sometida a una labor de restauración, para la cual el obispado y la diputación aportaron subvenciones por un valor de aproximadamente 20 000 euros, siendo inaugurada en agosto de 2002 en presencia del alcalde de Orense Manuel Cabezas y un reducido grupo de ediles.

## Descripción
La capilla, situada a orillas del río Lonia, presenta muros compuestos de mampostería concertada de granito y cubierta a dos aguas de teja árabe con dos alturas. La fachada muestra una portada en arco de medio punto con dovelas. Bajo una cornisa de granito moldurado la cual enmarca las pendientes de la cubierta, hay un escudo de piedra. La fachada se corona con una espadaña de un solo vano en arco rematada en los extremos por pináculos y en el centro por una cruz. La zona más elevada de la espadaña es de fecha reciente y fue colocada durante una restauración. En una foto fechada 1970 ya aparece. Respecto al interior, este consta de una sola nave dividida en dos tramos separados por un arco de medio punto y tres escalones de granito.

## Galería de imágenes

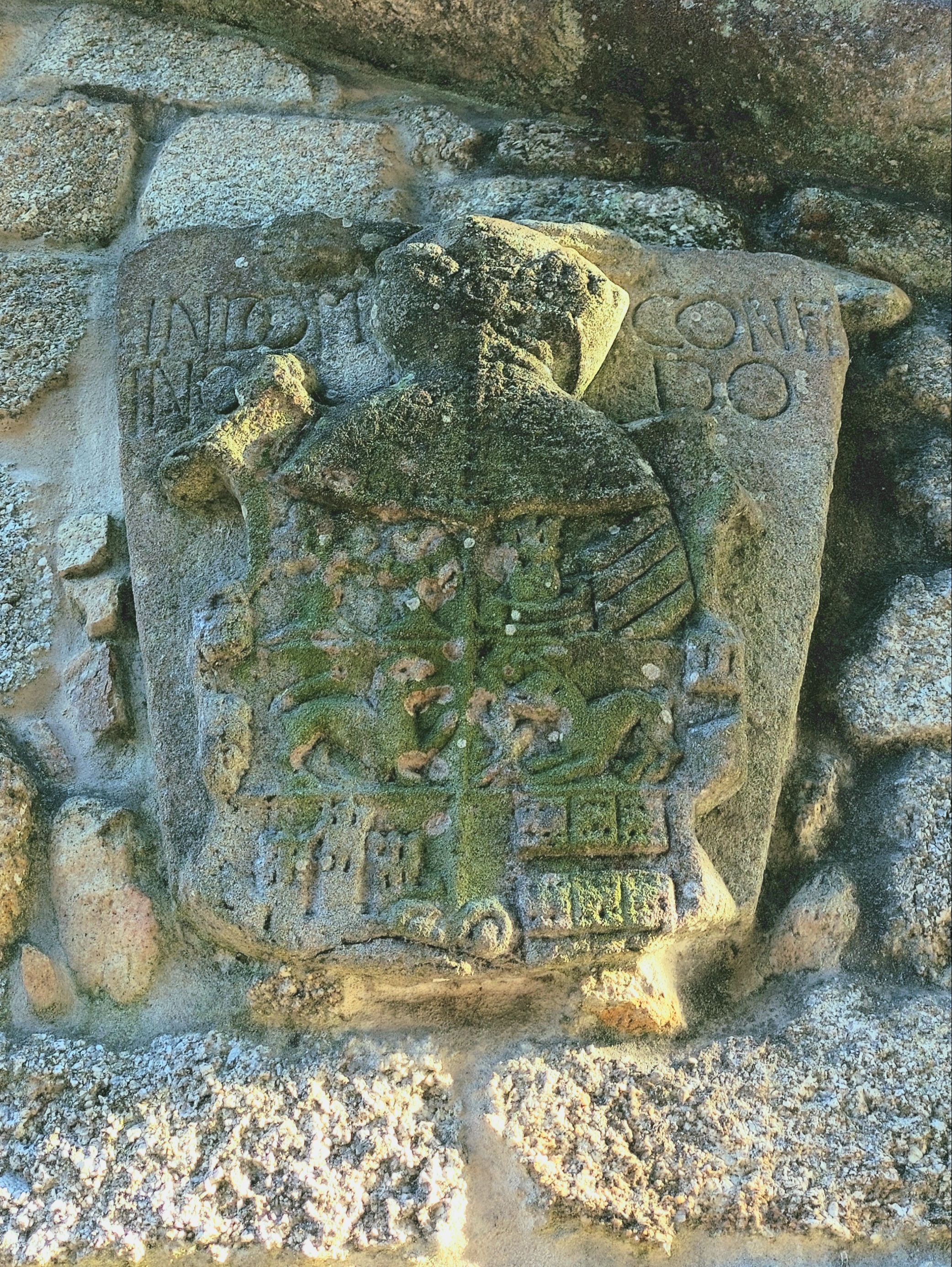
Escudo.
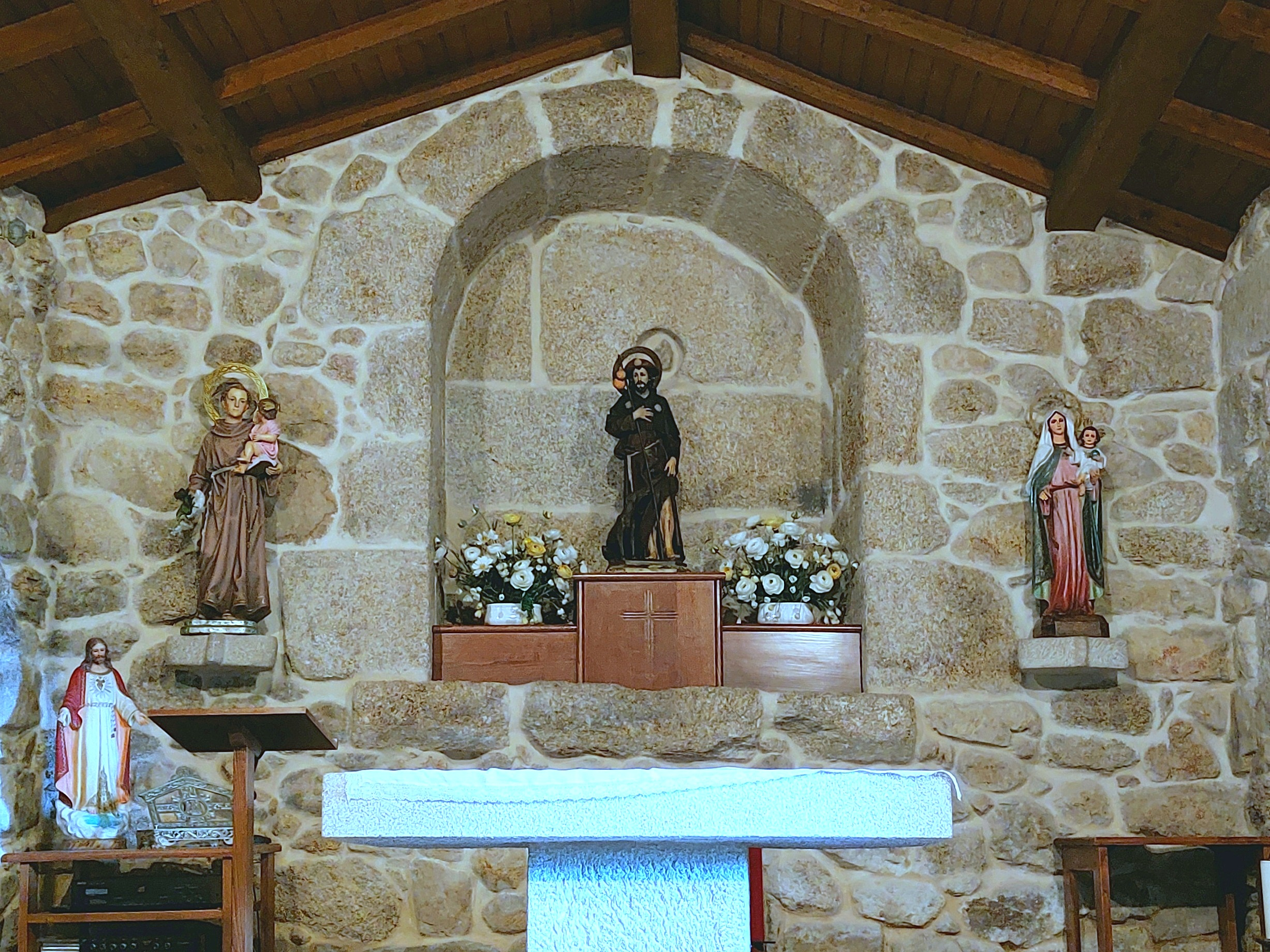
Capilla mayor.
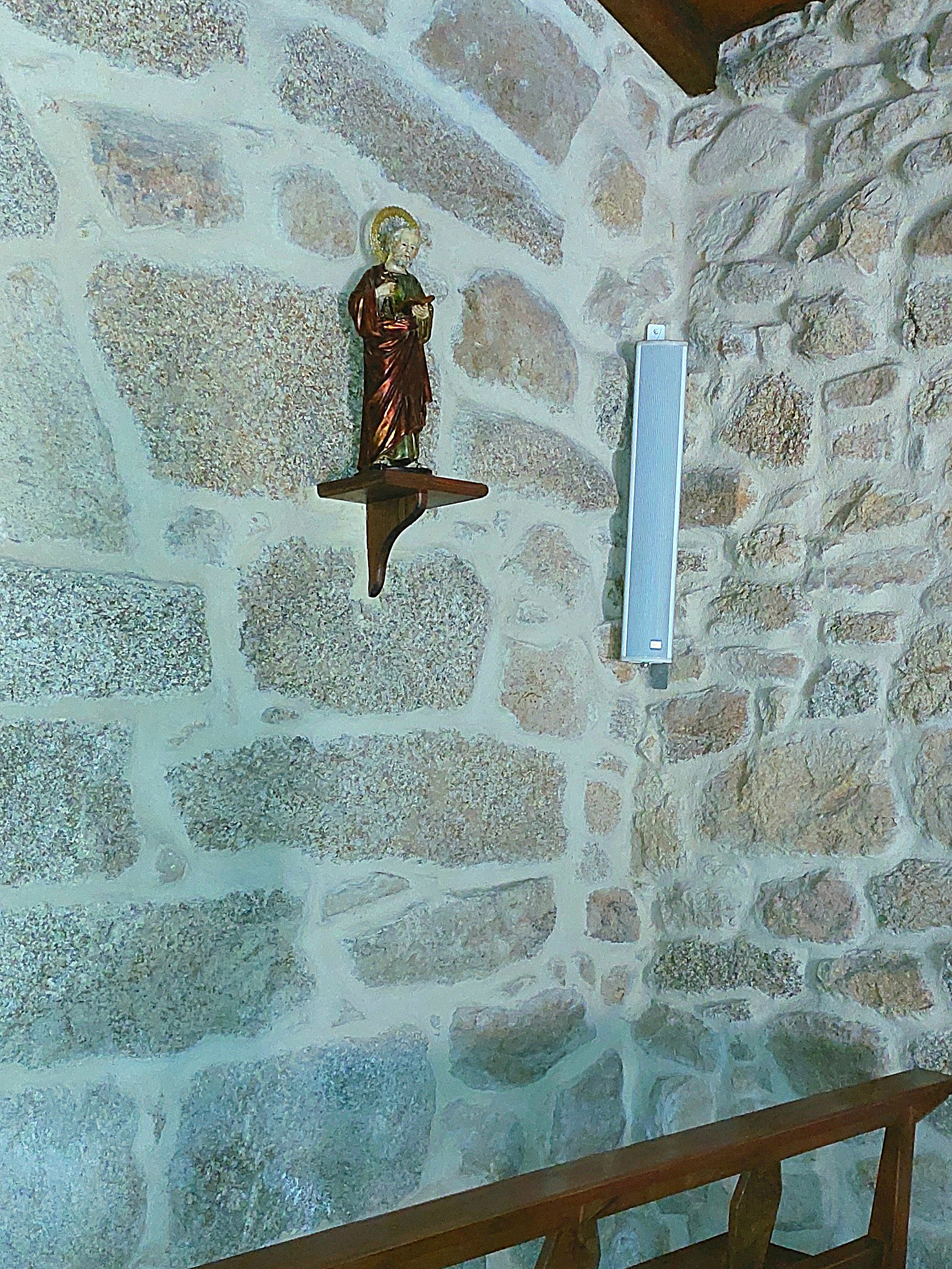
Lado de la epístola y talla de San Pedro.
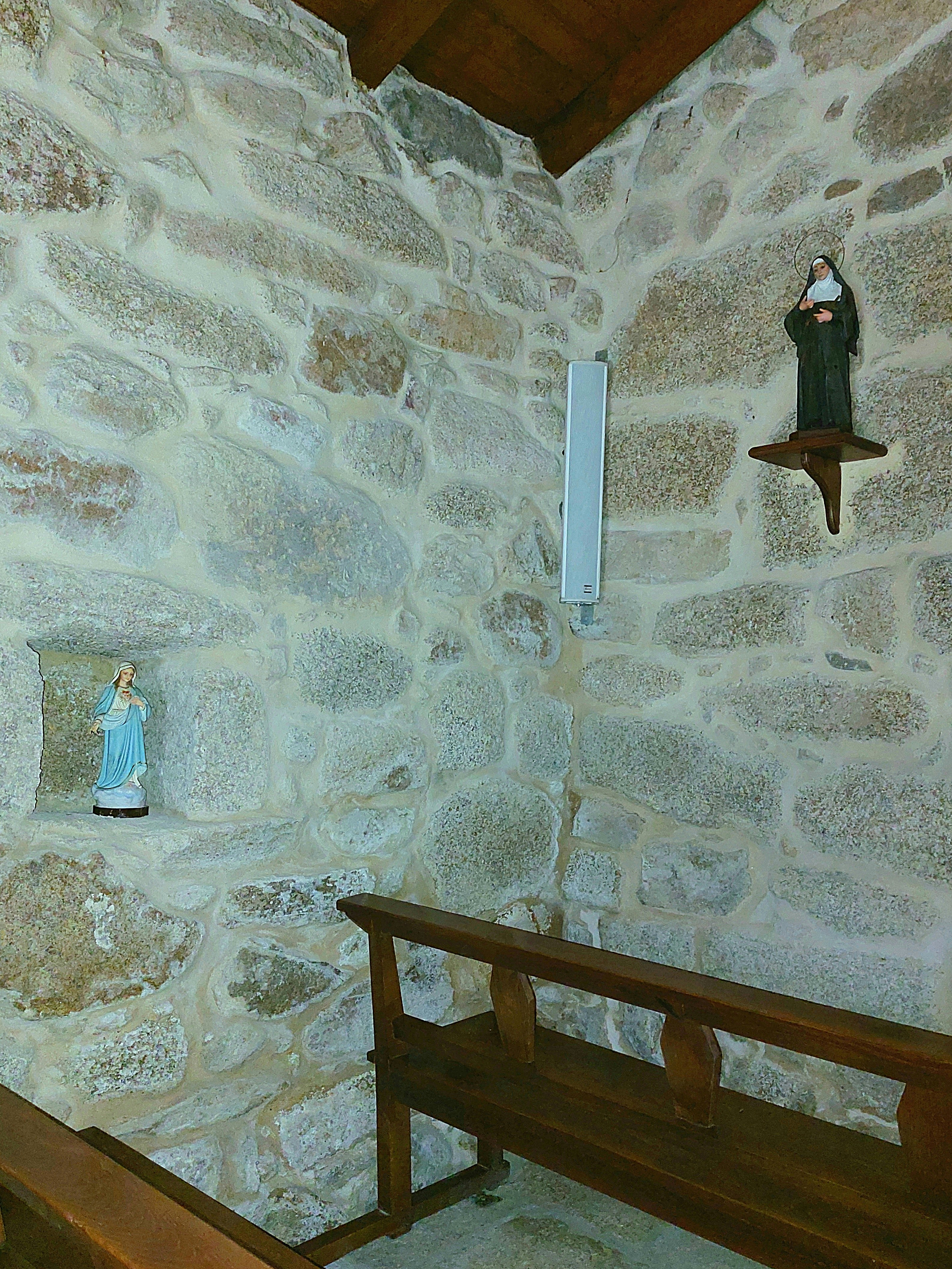
Lado del evangelio y tallas de Santa Rita de Casia y el Inmaculado Corazón de María.